# Phengaris
Phengaris (лат.) — род бабочек из семейства голубянки. Палеарктический род. В настоящее время род Maculinea включен в состав данного рода.

## Описание
Верхняя сторона крыльев самцов — синяя, самок — сине-бурая или бурая. На верхней стороне крыльев у большинства видов имеются ряды бурых пятен. В центральной ячейке с нижней стороны крыльев есть одно простое или сдвоенное пятно, изредка исчезающее. Общий фон нижней стороны крыльев серый, в маргинальной области имеются рыжеватые лунки отсутствуют. Половой диморфизм выражен не так явно, как у большинства других видов голубянок, но в большей или меньшей степени наблюдается у всех представителей рода Внешний края передних и задних крыльев округлый. Бахромка может быть пестрой. Глаза голые.
Мирмекофилы. Гусеницы на ранних возрастах питаются растениями, а на поздних — обитают в гнезде муравьёв гусеницы поедают личинок и куколок муравьёв, оставаясь зимовать.

## Виды
Базальная группа (Maculinea sensu stricto)
- Phengaris alcon
  - Phengaris alcon arenaria
- Phengaris rebeli

Phengaris sensu stricto
- Phengaris daitozana (Wileman, 1908)
- Phengaris albida (Leech, 1893)
- Phengaris atroguttata
- Phengaris xiushani(Wang & Settele, 2010)

Другие«Maculinea»
- Phengaris kurentzovi (Sibatani, Saigusa & Hirowatari, 1994)
  - Phengaris kurentzovi kurentzovi
  - Phengaris kurentzovi daurica Dubatolov, 1999
- Phengaris nausithous
- Phengaris ogumae (Matsumura, 1910)
  - Phengaris ogumae ogumae
  - Phengaris ogumae doii (Matsumura, 1928)
- Phengaris teleius
- Phengaris cyanecula (Eversmann, 1848)
  - Phengaris cyanecula cyanecula
  - Phengaris cyanecula obscurior (Staudinger, 1901)
  - Phengaris cyanecula taras (Fruhstorfer, 1915)
  - Phengaris cyanecula ussuriensis (Sheljuzhko, 1928)
- Phengaris arion
- Phengaris ligurica (Wagner, 1904)
- Phengaris takamukui
- Phengaris arionides

Incertae sedis
- Phengaris xiaheana (Murayama, 1919)